# 't Hoogt van 't Kruis
't Hoogt van 't Kruis is een natuurgebied van het Goois Natuurreservaat tussen de Kolhornseweg en Hoorneboegse Heide bij Hilversum. Het gebied ligt op de Zuidereng in Hilversum-Zuid. De oppervlakte van 24 ha is in de loop der jaren kleiner geworden door villabouw.
Hoogt van 't Kruis was de naam van een 25 meter hoge heuvel bij het kruispunt Holleweg en de zandweg van 's-Graveland op Utrecht. Tussen 1836 tot 1848 werden diverse stukken grond aangekocht door rijksontvanger Jan Willem Janssens uit Hilversum. In 1868 werd het bijeen gekochte landgoed aangekocht door Coenraad Jacob Temminck die een huis liet bouwen in het noordoostelijke deel aan de Utrechtseweg 42. In 2015 werden honderden douglassparren aan de Kolhornseweg vervangen door beuken, die aansloten bij de bestaande beukenrij.